# Florin-Dan Tripa
Florin-Dan Tripa (n. 8 septembrie 1973

) este un fost deputat român, în legislatura 2016-2020. 

## Controverse
Pe 7 aprilie 2020 Direcția Națională Anticorupție l-a trimis în judecată Pe Florin Tripa pentru săvârșirea infracțiunilor de complicitate la abuz în serviciu și folosirea influenței sau autorității. În acest dosar au mai fost trimiși în judecată și foștii parlamentari Dorel Căprar, Luminița Jivan și Narcis Chisăliță.